# ملكية مشتركة
الملكية المشتركة هي طريقة لتدعيم العلاقات التجارية من خلال امتلاك شركة معينة لأسهم في شركات تؤدي لها عملاً ما. ويُشار إلى الملكية المشتركة الضخمة باسم الملكية الدوارة.
ففي الولايات المتحدة الأمريكية، تُشير “الملكية المشتركة “ أيضًا إلى نوع من الاستثمار في ممتلكات وسائل الإعلام المختلفة في سوق واحدة.

## الملكية المشتركة للأسهم
في بعض الدول تمثل الملكية المشتركة في الأسهم جزءًا ضخمًا من ثقافة الاستثمار، ومن بين هذه الدول:
- اليابان
- ألمانيا

إيجابيات الملكية المشتركة:
- ربط كل شركة بالمقدرات الاقتصادية لشركاء الأعمال
- تعزيز المعدل البطيء للتغير الاقتصادي

عيوب الملكية المشتركة للأسهم :
- الركود الاقتصادي
- ضياع رأس المال الذي قد يُستخدم في تحسين الإنتاجية
- توسيع حالات الانكماش الاقتصادي من خلال منع إعادة تخصيص رأس المال

العامل الرئيسي في إدامة الملكية المشتركة للأسهم هو نسبة الضريبة على الأرباح الرأسمالية. فإذا كانت الضرائب مرتفعة فإن أي شركة لا يكون لديها حافز قوي لبيع الأسهم المملوكة لها بسبب التخفيض الفوري لقيمة الأصول.
على سبيل المثال، شركة تمتلك 1000 دولار من أسهم شركة أخرى كانت قد اشترتها في الأساس بمبلغ 200 دولار. فإذا كانت نسبة ضريبة أرباح رأس المال 50% (مثل ألمانيا) وكانت الشركة تبيع الأسهم،
فإن الشركة لديها 600 دولار تمثل 40 في المئة أقل من المبلغ قبل بيع الأسهم.
تعمل الملكية المشتركة طويلة الأجل للأسهم علاوة على تجميع نسبة عالية لضريبة أرباح رأس المال تزيد من فترات انكماش الأصول في كل من الوقت والخطورة.

## الملكية المشتركة لوسائل الإعلام
تشير الملكية المشتركة أيضًا إلى نوع من أنواع ملكية وسائل الإعلام التي من خلالها يمتلك نوع واحد من وسائل الاتصالات (صحيفة مثلا) أو شركة شقيقة نوعًا آخر من وسائل الإعلام (مثل محطة راديو أو محطة تليفزيونية). ومن بين الأمثلة على ذلك ملكية نيويورك تايمز السابقة لمحطة راديو WQXR وعلاقة مشابهة لـشيكاجو تربيون' مع محطة WGN الإذاعية (WGN-AM) وتليفزيون (WGN-TV).
وعلى وجه العموم لا تسمح لجنة الاتصالات الفيدرالية بالاحتفاظ بالملكية المشتركة من قبل حامل رخصة يمتلك العديد من ملكيات وسائل الإعلام المحلية، إلا إذا حصل حامل الرخصة على تنازل، كما هو الحال بالنسبة لشركة نيوز وشركة تربيون في نيويورك.
في منتصف السبعينيات، استثنت تنظيمات الملكية المشتركة الملكية المشتركة الموجودة آنذاك، مثل تربيون - WGN والنيويورك تايمز - WQXR وملكية النيويورك ديلي نيوز لمحطة تليفزيون وراديو WPIX.